# 畠山ひすい
畠山 ひすい（はたけやま ひすい、2002年5月27日 - ）は、埼玉県川口市出身の女子競輪選手。日本競輪選手会神奈川支部所属、ホームバンクは川崎競輪場。日本競輪選手養成所（以下、養成所）第122期生。師匠は盛田将人（92期）。

## 経歴
「ひすい」の名前は、母親の故郷である糸魚川で取れる宝石の原石に因んで名付けられた。
小学3年生の時、大宮競輪場での子供向けイベントに父親が連れていってくれた際に、競輪のレースを見て自身も「やってみたい」と思うようになった。Jリーガーだった叔父（母の弟）・齋藤将基の影響で小学5年生からサッカーを始める。小学生の時に旅行で訪れた北海道の自然に惹かれ、北海道の中学校に通いたいと思うようになり、山村留学で北海道鹿追町の中学校へ通った。中学卒業後もそのまま北海道に残り、高校は函館市の遺愛女子高に進学。サッカーのクラブチームと並行してバスケットボール部に所属した。
ただ、当時は女子のプロサッカーリーグがなかったこと、妹の同級生に当時競輪選手であった盛田将人（引退）の娘がおり、その盛田から競輪選手のことを色々と教わったこともあって、ガールズケイリンを目指すことを決めた。高校3年生の時に、函館競輪場におけるガールズケイリン選手を育成するプロジェクト「ホワイトガールズプロジェクト」に神戸暖稀羽とともに、初の現役高校生として加入。当初、養成所の第122回入所受験は技能試験で受験を予定していたが、願書提出直前に鎖骨骨折の大怪我をしてしまったため技能試験では準備が間に合わないと判断し、急遽適性試験に切り替えて受験した。
2021年1月14日、養成所第122回生適性試験に合格。在所競走成績は4位（11勝）。卒業記念レースは女子では土屋珠里以来となる完全優勝、そして北海道勢としては男女通じて初の卒記チャンプとなった。
2022年4月30日、松戸競輪場でデビューし初勝利。初優勝は同年5月29日の四日市競輪場で挙げた。
2023年7月12日、前橋FII（ミッドナイト）で本格デビュー後初優勝（完全優勝。決勝は2着入線だが繰り上がり）。
2024年4月14日、高知競輪場で行われたガールズ フレッシュクイーンで優勝。
2025年4月10日、神奈川支部へ移籍。実際は前年末から冬季移動で川崎競輪場にて練習を続けていたことを明かしている。。

## 主な獲得タイトルと記録
- 2024年 - ガールズ フレッシュクイーン（高知競輪場）